# Pannonien
Pannonien er et oldtidsland som lå i de nuværende lande Østrig, Kroatien, Ungarn, Serbien, Slovenien, Slovakiet og Bosnien-Hercegovina. Det blev invaderet af kejser Augustus i 35 f.Kr. og endeligt underlagt Romerriget i 9 f.Kr.
Inden for økologien bruges det tilsvarende tillægsord, pannonisk, om biotoper og plantesamfund, der har klimatiske og jordbundsmæssige vilkår, der svarer til steppeområderne i de nævnte lande. Se Pannonien (floraområde).
44°54′N 19°01′Ø / 44.9°N 19.02°Ø